# نيلسون باربوسا
نيلسون باربوسا (بالبرتغالية: Nelson Barbosa‏) هو اقتصادي برازيلي، ولد في 17 نوفمبر 1969 في ريو دي جانيرو في البرازيل.